# Elezioni presidenziali in Azerbaigian del 2013
Le elezioni presidenziali in Azerbaigian del 2013 si tennero il 9 ottobre.

## Risultati
| Candidati           | Partiti                                                  | Voti      | %     |
| ------------------- | -------------------------------------------------------- | --------- | ----- |
| İlham Əliyev        | Partito del Nuovo Azerbaigian                            | 3 126 113 | 84,54 |
| Jamil Hasanli       | Consiglio Nazionale delle Forze Democratiche (MP - AXCP) | 204 642   | 5,53  |
| Igbal Aghazade      | Speranza dell'Azerbaigian                                | 88 723    | 2,40  |
| Gudrat Hasanguliyev | Partito del Fronte Popolare di Tutto l'Azerbaigian       | 73 702    | 1,99  |
| Zahid Oruj          | Indipendente                                             | 53 839    | 1,46  |
| Ilyas Ismayılov     | Partito della Giustizia                                  | 39 722    | 1,07  |
| Araz Alizade        | Partito Socialdemocratico dell'Azerbaigian               | 32 069    | 0,87  |
| Faraj Guliyev       | Partito del Movimento di Rinascita Nazionale             | 31 926    | 0,86  |
| Hafiz Hajiyev       | Partito dell'Uguaglianza Moderno                         | 24 461    | 0,66  |
| Sardar Mammadov     | Partito Democratico dell'Azerbaigian                     | 22 773    | 0,62  |
| Totale              | Totale                                                   | 3 697 970 | 100   |